# Треба ми раме твоје
Треба ми раме твоје је четврти студијски албум српске фолк певачице Наде Топчагић, издат 1982. године за ПГП РТБ. И на овом албуму радили су Предраг Вуковић Вукас и Драган Александрић.

## Списак песама
Аутор(и) свих песама: 1-4 Драган Александрић, 6,8, 9, 10 Предраг Вуковић Вукас и 5, 7 Петар Танасијевић.
| №   | Назив                                | Текст                         | Трајање |  |
| 1.  | Треба ми раме твоје                  | Срђан Јовановић (текстописац) | 4:07    |  |
| 2.  | Далеко си од очију, али од срца ниси | Сретен Гајић                  | 3:55    |  |
| 3.  | Оградица од врбовог прућа            | Радмила Тодоровић Бабић       | 3:06    |  |
| 4.  | Поклони ми цветак за почетак         | Радмила Тодоровић Бабић       | 3:20    |  |
| 5.  | Дедина беседа                        | Н. Јелесијевић                | 3:12    |  |
| 6.  | Лепа сека                            | Славица Вуковић               | 2:50    |  |
| 7.  | Раде, Радиша, зову те хвалиша        | Петар Танасијевић             | 3:15    |  |
| 8.  | Имам велике планове са тобом         | Славица Вуковић               | 3:40    |  |
| 9.  | Оседех за једну ноћ                  | Славица Вуковић               | 4:20    |  |
| 10. | Ибро                                 | Славица Вуковић               | 3:00    |  |